# Anton Barth von der Lippe
Anton Barth von der Lippe (* 8. Oktober 1886 in Tjøme, Vestfold; † 8. Juli 1960 ebenda) war ein norwegischer Reeder und Eigentümer von Walfanggesellschaften.

## Familie
Anton Barths Vater, Johan Nordahl Brun von der Lippe (1838–1915), der Bruder des Architekten Conrad Fredrik von der Lippe (1833–1901), war ein bekannter Prediger, der auch Artikel in verschiedenen Kirchenzeitungen und im Morgenbladet veröffentlichte. Er wirkte als Pfarrer, ab 1871 in Fjell, ab 1879 in Tjøme, und um 1900 in Borre in Horten.
Nachdem er zweimal Witwer geworden war, heiratete er am 3. Dezember 1885 zum dritten Mal, in Christiania (Oslo), nämlich Marie Barth (1853–1949). Der acht Monate später geborene Sohn wurde nach dem Großvater mütterlicherseits Anton Barth genannt. Der Brauch, einem Kind den kompletten Namen eines mütterlichen Vorfahrens als Vornamen zu geben, war in Norwegen bis ins 19. Jahrhundert verbreitet; so auch in der verzweigten norwegischen Familie von der Lippe. (Beispiele sind Jacob von der Lippe Parelius oder auch Johan Nordahl Brun von der Lippe selbst.)
Anton Barth wohnte laut Volkszählung 1891 im väterlichen Pfarrhaus in Tjøme zusammen mit den drei Halbbrüdern Jakob (1872–1953), Johan Nordahl Brun (1875–nach 1900) und Conrad Holmsen (1877–1958), sowie mit der jüngeren Schwester Bergliot (1889-nach 1912). 1902 wurde er in Borre, der neuen Pfarrgemeindes seines Vaters, konfirmiert.
Es war auch in Borre, wo Anton Barth von der Lippe, 28 Jahre alt und Kontorchef (Büroleiter) eines Schiffsmaklers, am 8. Juli 1914 heiratete. Die Braut Alette (Letta) Borchrevink (* 6. September 1894 in Molde; † 4. März 1981 in Tønsberg) war die Tochter des Gerichtsvollziehers Johan Brotkorp Borchrevink (1858–1938) und dessen Frau Justine Leth (1867–1914). Die Volkszählung 1920 erfasste die junge Familie in Tønsberg, wo inzwischen auch drei Söhne geboren worden waren: Anton (Toby) (1916–2004), Johan (Jan) (1918–1940) und Bror (1919–1995).
Der Stammvater der Familie von der Lippe war im 17. Jahrhundert aus Bremen nach Bergen eingewandert; etliche seiner Nachfahren wurden prominent: Anton Barths Halbbruder Jakob von der Lippe wurde Kommandierender Admiral der Norwegischen Flotte. Sein Großvater Jacob von der Lippe (1797–1878) war Bischof und Parlamentspräsident. Der bereits genannte Onkel Conrad Fredrik von der Lippe (1833–1901) war Architekt; unter seinen Kindern und Enkeln befinden sich Schriftsteller, Schauspieler, Theaterdirektoren, Keramikkünstler und kommunistische Funktionäre.

## Laufbahn

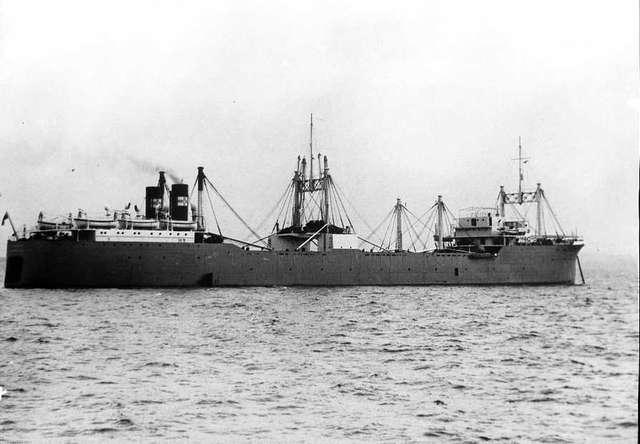
Walfangfabrikschiff Kosmos, 1929

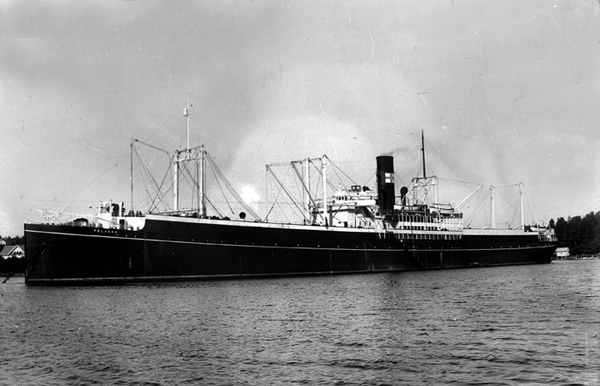
Walfangfabrikschiff Pelagos, 1931

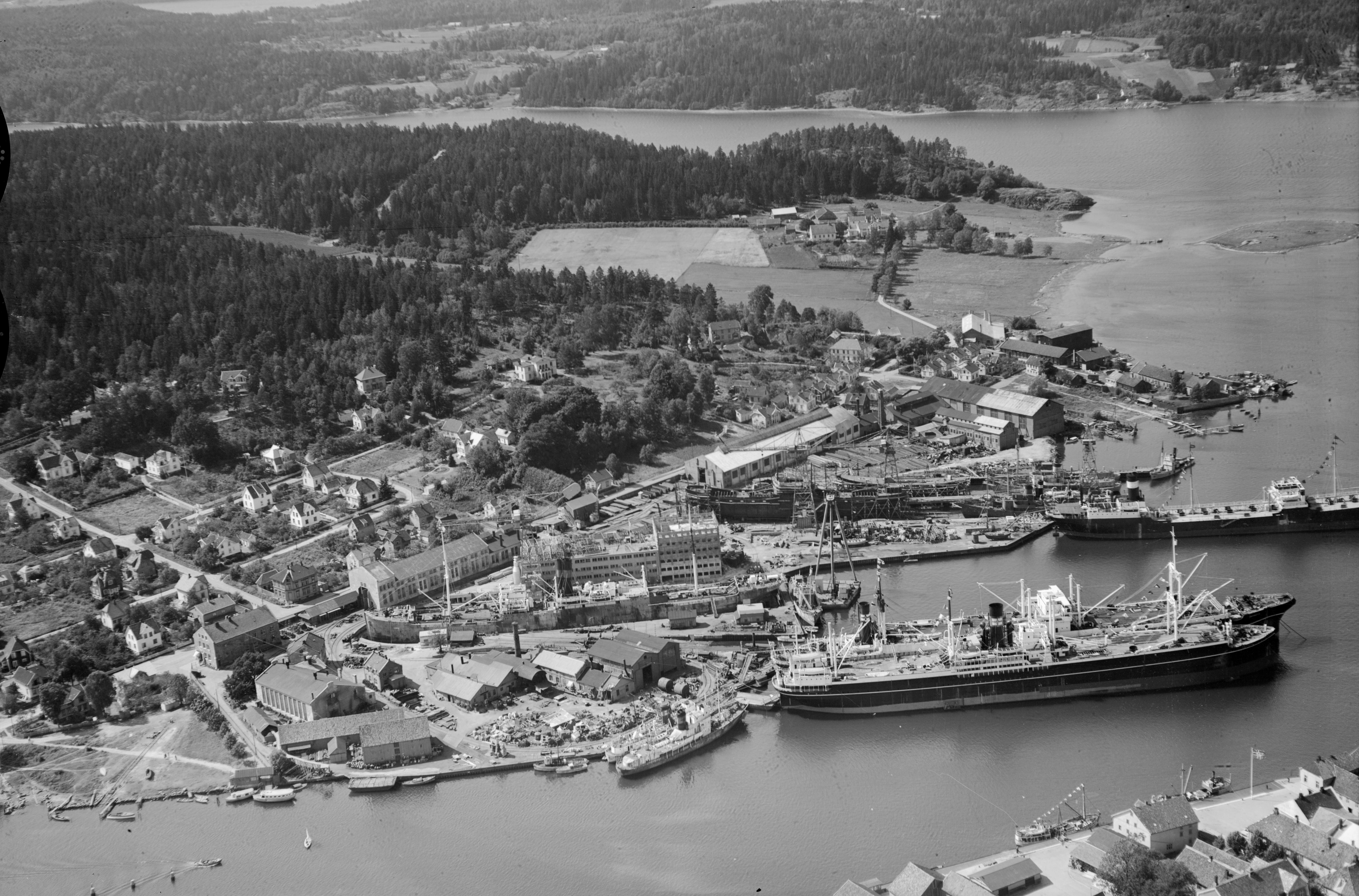
Die Walfängerschiffe Pelagos und Antarctic im Hafen von Nøtterøy, 1947

Anton Barth von der Lippe legte 1905 sein Abitur ab und besuchte anschließend das Handelsgymnasium in Christiania. Von 1907 bis 1911 wurde er zum Schiffsmakler und Reeder ausgebildet und nach Abschluss der Ausbildung in einem Maklerbüro angestellt, wo er bis zum Büroleiter aufstieg. Er gründete 1915 in Tønsberg eine eigene Reederei. 1919 begann seine langjährige Partnerschaft mit Svend Foyn Bruun (1883–1956), mit dem er unter der Firma Bruun & von der Lippe eine Reederei betrieb, die im Passagier- und Frachtverkehr und im Walfang aktiv wurde. Seit 1925 war er firmenintern für die Hvalfangerselskapet (Walfanggesellschaft) zuständig.
Die Geschäftstätigkeit wurde 1928 stark ausgeweitet, indem die beiden Partner, zusammen mit einem dritten, Anders Jahre (1891–1982), gemeinsam drei neue Walfanggesellschaften mit jeweils einem Walfangschiff gründeten: Antartic A/S, Globus A/S und Kosmos A/S. Die Kosmos war das erste Schiff, das von vornherein als Walfangfabrikschiff entworfen worden war, und zur Zeit der Inbetriebnahme im Juli 1929 war sie das größte Schiff der norwegischen Handelsflotte und der größte Tanker (für Walöl) weltweit. Die erlegten Wale konnten als ganzes an Deck gezogen und auf dem Schiff zerlegt und komplett verarbeitet werden. Wegen des großen finanziellen Erfolges wurde 1930 die Walfanggesellschaft Kosmos II A/S gegründet und sofort ein gleichnamiges Schiff bestellt, das nur geringfügig kleiner als die Kosmos war.
Ebenfalls 1928 erwarb Bruun & von der Lippe das britische Passagierschiff Athenic von der White Star Line und ließ es in ein Walfangschiff umbauen. Für den Betrieb des nun Pelagos genannten Schiffs wurde die Walfanggesellschaft Pelagos A/S gegründet.
Im Jahr 1945 wurden Bruun & von der Lippe aufgelöst und die Walfanggesellschaften aufgeteilt. Bruun übernahm die Pelagos A/S, während Anton Barth von der Lippe Antarctic A/S übernahm. 1949 wurden die Gesellschaften Kosmos A/S und Kosmos II A/S fusioniert und als Kosmos A/S weitergeführt.

## Funktionen
(Stand: 1948)
- 1930–1939 Mitglied des Zentralvorstands von Norges Rederforbund (heute: Norges Rederiforbund – Norwegischer Reederverband).
- Mitglied des Vorstandes der Hvalfangerselskapen (Walfanggesellschaften) Antarctic A/S, Pelagos A/S, Kosmos A/S und Kosmos II A/S.
- Mitglied des Vorstandes der Walverarbeitungsbetriebe Sandar Fabrikker A/S und Jahres Kjemiske Fabrikker A/S.
- Mitglied des Vorstandes, seit 1935 Vorsitzender, der Werft Kaldnes Mekaniske Verksted A/S.
- Norwegischer Vertreter in der Reederei Falkland Shipowners Ltd, London.